# New Guards Group
Њу Гардс Груп је савремена италијанска компанија која се бави дизајнирањем и дистрибуцијом одеће за младе.

## Настанак
Њу Гардс Груп је савремена италијанска модна компанија за производњу луксузне робе основана 2015. године у Милану. Компанију су основали Клаудио Антониоли, Давиде Де Гиљо и Марчело Бурлон.

## Историја
Компанију су основали 2015. године године Клаудио Антониоли, Давиде Де Гиљо и Марчело Бурлон.
У децембру 2017. године године компанија је стекла удео у Алануи , мало познатом бренду трикотаже.
У марту 2018. године модна марка Ана Блесман, А Плен Епликејшн, придружила се компанији са графучким уметником Питер Севил.
У марту 2019. године компанији се придружује Пеги Гу са са новом линијом одеће, Кирин.

## Компаније
- Marcelo Burlon County of Milan[1]
- Off-White c/o Virgil Abloh[1]
- Palm Angels[2]
- Unravel Project[2]
- Heron Preston[2]
- A Plan Application[3]
- Alanui[4]
- Kirin by Peggy Gou[5]